# Fundación Cethus
La Fundación Cethus es una organización no gubernamental sin fines de lucro que realiza trabajos de investigación y conservación sobre cetáceos. Fue creada en 1992 en Buenos Aires, con el fin de investigar y divulgar aspectos relacionados con las ballenas y los delfines del Mar Argentino, siendo la conservación uno de sus objetivos fundamentales.
Fundación Cethus considera que el estudio de los cetáceos constituye el primer paso necesario para su conservación, es por eso que se han llevado y se llevan a cabo distintos proyectos de investigación en diversos sitios de la costa patagónica sobre diferentes especies de cetáceos como:
- la Ballena franca austral (Eubalaena australis),
- la Tonina overa (Cephalorhynchus commersonii),
- el Delfín austral (Lagenorhynchus australis),
- la Orca (Orcinus orca),
- la Franciscana (Pontoporia blainvillei),
- la Marsopa espinosa (Phocoena spinipinnis),
- el Delfín oscuro (Lagenorhynchus obscurus) y
- la Tonina (Tursiops truncatus).

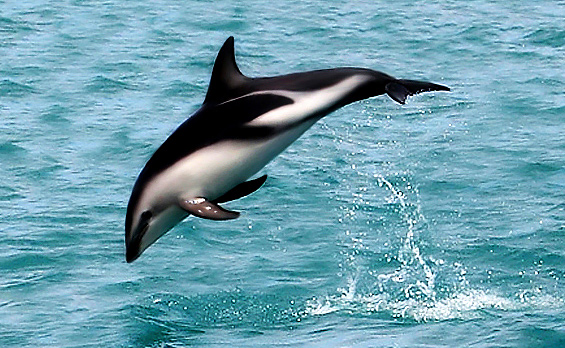
Delfín oscuro

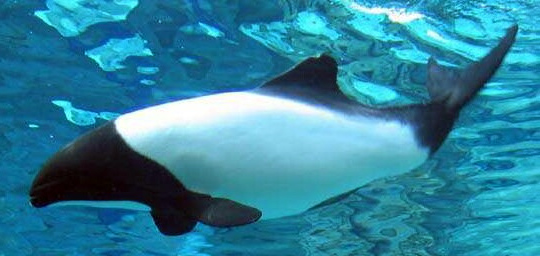
Tonina Overa

Sumado a lo anterior, Fundación Cethus participa en diferentes foros internacionales relacionados con la conservación de cetáceos, Comisión Ballenera Internacional (CBI) y la Convención sobre el Comercio Internacional de Especies Amenazadas de Fauna y Flora Silvestres (CITES).  
Como parte de sus actividades de educación, desarrolla un proyecto educativo en el cual se presentan contenidos relacionados con la biología, ecología y conservación de delfines y ballenas. Mediante disertaciones, folletería, pósteres, videos y libros, Cethus se encarga de divulgar la información que obtiene como resultado de su trabajo así como todo aquello que considere relevante en relación con la investigación y conservación de cetáceos.
- Datos: Q5871169